# Influenzavírus A
Az Influenzavírus A az Orthomyxoviridae víruscsalád egyik nemzetsége. Egyetlen faj tartozik hozzá, az influenza A vírus, amely madarakban és bizonyos emlősökben okoz influenzát. Vad madarakban valamennyi altípusát kimutatták. Bár minden madár fogékony e vírusokra, sok madárfaj egyedei megbetegedés nélkül hordozzák őket. Más madárfajok, köztük a háziszárnyasok, azonban megbetegedhetnek e vírusoktól. A vírus átmérője 80-120 nm között van. A betegség kétféle lehet: enyhe lefolyású (sokszor alig észrevehető), vagy erősen patogén, gyors és csaknem száz százalékban halálos kimenetelű.

## Variánsai és altípusai
Az A típusú influenzavírusokat többféleképpen csoportosítják. Az egyik csoportosítás izolált alakjaik alapján teremt származási vonalakat (például a Fucsien-influenza vírusához hasonló vírusok.) Csoportosíthatók tipikus hordozójuk alapján (például emberi influenza), altípusuk szerint (például H3N2), és betegség-okozó képességük (pategonitásuk) alapján (például LP). Tehát például egy olyan vírust, amely az A/Fujian/411/2002(H3N2) vírus izolált alakjához hasonlít, Fucsien-vírus, emberi influenza vírusa és H3N2 vírus.
A variánsokat néha annak a fajnak a neve alapján nevezik meg, amelyeket a törzs megfertőz, vagy amelyekhez alkalmazkodik. Az ezen konvenció alapján elnevezett fő variánsok:
- Madárinfluenza
- Emberi influenza
- Sertésinfluenza
- Lóinfluenza
- Kutyainfluenza

A madárinfluenza típusokat néha azon az alapon csoportosítják, milyen arányban képesek megbetegíteni a szárnyasokat, különösen a csirkéket.
- Alacsony patogenitású  madárinfluenza (angolul Low Pathogenic Avian Influenza, LPAI)
- Magas patogenitású madárinfluenza (HPAI)

Az influenza A vírus altípusait H-számmal (a hemagglutinin típusa alapján) és N-számmal (a neuraminidáz típusa alapján) jelölik. 16 HA antigén (H1-től H16-ig) és kilenc NA antigén (N1-től N9-ig) ismert.
Minden altípus több törzzsé mutálódott, amelyeknek különböző a patogenitás-profilja; egyesek erősen patogének bizonyos fajok számára, de mások számára nem, mások több faj számára is patogének. Az ismert törzsek egy része kihalt. (Például a H2N2 altípus ma már nem tartalmazza a hongkongi influenzát egykor okozó törzset).